# Пановский Свято-Троицкий монастырь

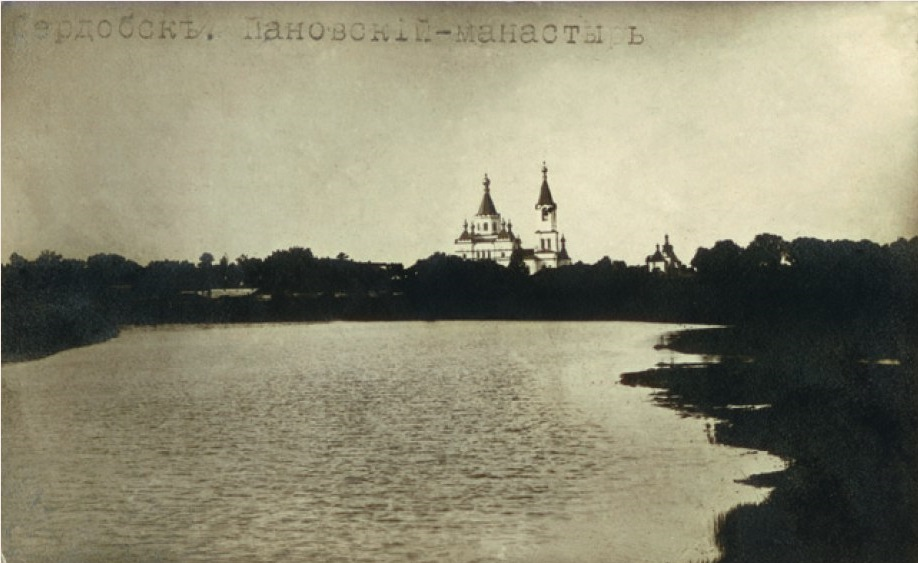

Пано́вский Свя́то-Тро́ицкий же́нский монасты́рь — женский монастырь, располагавшийся в Сердобском уезде Саратовской епархии, ныне Сердобская епархия Пензенской митрополии.

## История монастыря
Основан в 1883 г. купчихой г. Сердобска Пелагеей Григорьевной Поповой на месте бывшей барской усадьбы генерала Арапова в сельце Пановка в северо-западной части Сердобского уезда на реке Хопре.

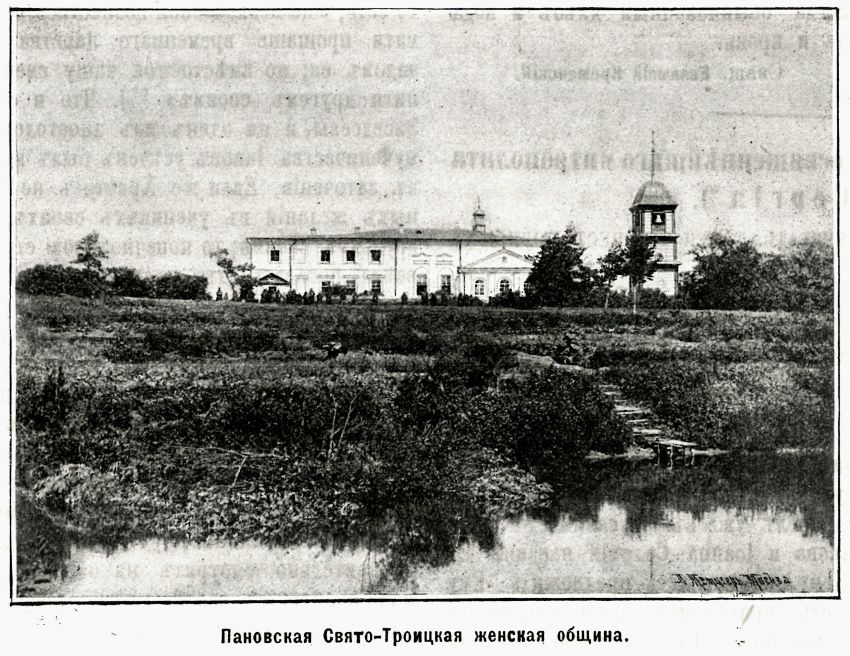

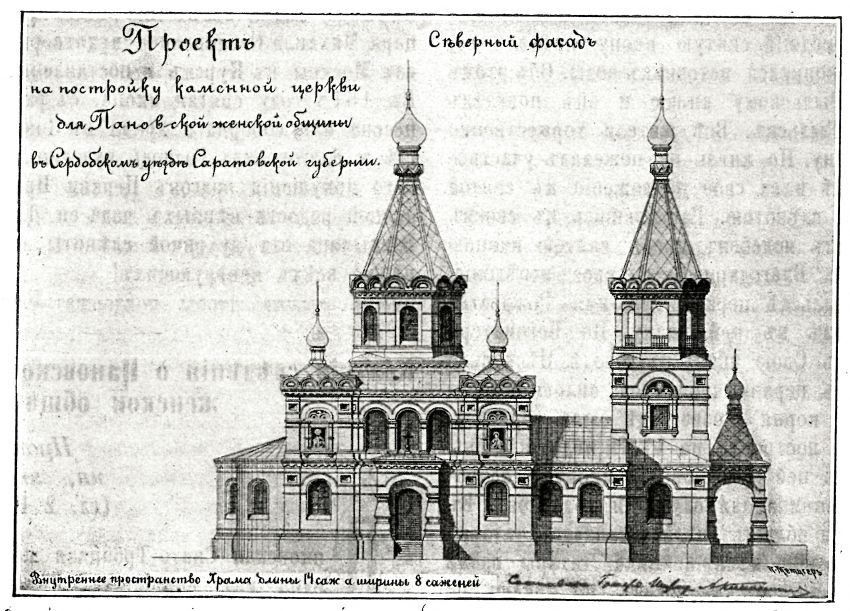

Первоначально с 1878 г. Пановская община располагалась в барской усадьбе — в деревянных хозяйственных постройках расположились сестры, которых около учредительницы общины Поповой собралось до 20 человек.
Первой и бессменной настоятельницей монастыря была монахиня Арсения.
Старанием настоятельницы общины монахини Арсении, которая была назначена в 1883 г., началось устроение обители. В каменном здании бывшей барской усадьбы была устроена домовая церковь в честь Святой Троицы. Для сестер были выстроены отдельные небольшие деревянные корпуса, место будущей обители было обнесено высокой каменной оградой и такой же вышиной деревянной оградой. В 1905 г. Святейший Синод общину переименовал в общежительный монастырь, а настоятельницу возвел в сан игуменьи.
В 1898 г. совершилась закладка нового каменного храма с тремя престолами в ряд. Главный в честь Святой Троицы, правый придел в честь Иверской иконы Божией Матери, левый — в честь свт. Николая Мирликийского, св. блгв. кн. Александра Невского и прп. Стефана Савваита. Освящение на основание храма совершил Николай (Налимов), епископ Саратовский.
Сбор средств на строительство храма проходил по всей России. Среди жертвователей числиться прп. Иоанн Кронштадтский, который в разное время пожертвовал более 300 р.
Удаленное расположение монастыря от города и железной дороги тормозили дело строительства храма. Усложнялось дело и тем, что качество глины на монастырской земле для кирпича не годилось и строителям пришлось устраивать кирпичное производство в трех местах прежде чем они добились выработки кирпича нужного качества. Лишь в 1906 г. были возведены кирпичные стены и покрыта железом крыша. В 1907 г. стены храма были отштукатурены, весной того же года были подняты кресты на главки храма при громадном стечении народа. В 1908 г. завершили внутреннее убранство храма — были настелены полы и заказан иконостас. 29 августа 1909 г. был поднят 250 пудовый колокол, пожертвованный известным благотворителем и потомственным почетным гражданином Сердобска Прокопием Никаноровичем Муруговым.
```
   «Колокол отливался на заводе г. Привалова в 
Нижнем Ломове
, 
Пензенской губернии
, в отделке колокол вышел красивый, изящный, мастерски, искусно слитый и особенно имеющий приятный, музыкальный звон»
[
5
]
. 
```

27 июня 1909 г. монастырь посетил Преосвященнейший Гермоген (Долганёв), епископ Саратовский и Царицынский, который обещал лично освятить храм. Однако еп. Гермоген заболел и 6 сентября 1909 г. освящение храма совершил Преосвященный Досифей (Протопопов), епископ Вольский.
В 1920 г. монастырь закрыли. В главном храме сделали ссыпной пункт. В 1928 г. с храма были сняты колокола. В 1929 г. собор взорвали. После разорения монастыря монахини еще какое-то время жили в Пановке у местных жителей. Со временем от монастырских строений не осталось даже фундамента. На месте главного храма была размещена колхозная производственная база, а на монастырских территориях скотный двор. После закрытия колхоза все строения были разрушены, на монастырской территории образовалась стихийная мусорная свалка.

### Настоятельницы
- Арсения (1905—1912)

Родилась ок. 1831 г. Родом из Владимирской губернии. В 1847 г. начала подвизаться в Саратовском женском Крестовоздвиженском монастыре. В 1883 г. Преосвященным Павлом, епископом Саратовским, была назначена настоятельницей во вновь образованный Пановский женский монастырь. В 1901 г. монахиня Арсения была награждена наперсным крестом, а в 1905 г. была назначена игуменьей. В 1910 г. была пожалована крестом из Кабинета Его величества и приняла схиму.
- Анатолия (1912 — ?)

Родилась в 1863 г. Монашеский постриг приняла в 1910 г. Предположительно в Пановском Свято-Троицком женском монастыре. С 1912 г. после принятия схимы первой настоятельницей игуменьей Арсенией монахиня Анатолия была назначена исполняющей обязанности настоятельницы.

### Казначей
- Магдалина (1883—1912)

Родилась в 1841 г. Постриг приняла в 1883 г. Предположительно в Пановском Свято-Троицком монастыре. Казначеем монастыря была назначена в том же году.

### Священники
- Стефан Благовидов (февраль-май 1883)[8]
- Иоанн Левитский (май - ноябрь 1883)[9]
- Константин Николаевич Твердовский (1884 - 1906)[10][11][12][13]
- Степан (Стефан) Аполлонович Галлеров (1906 - 1910)[11][12]
- Семен Григорьевич Тупикин (1910—1912)[14][12]

Резолюцией Его Преосвященства от 17 февраля 1883 года  священническое место при Пановской женской общине  предоставлено заштатному священнику Стефану Благовидову.
Резолюцией Его Преосвященства от 20 мая 1883 года  священническое место при Пановской женской общине  предоставлено настоятелю Гусевской женской общины Иоанну Левитскому.
Твердовский Константин Николаевич (*1849г+11.02.1906г). Дьячок Саратовской Спасо-Преображенской церкви с 1866г. В июле 1884г перемещен на священническое место к Свято-Троицкой церкви Пановской женской общины Сердобского уезда, где и прослужил почти 22 года. Есть неподтверждённая документами версия о том, что батюшка похоронен при Свято-Троицкой церкви. Награды: набедренник 1888г, скуфья 1898г. 
Галлеров Степан Аполлонович (*1864г). В 1895г – диакон в с. Сосновка Сердобского уезда. В марте 1906г перемещен к Троицкой церкви Пановского Свято-Троицкого монастыря. В апреле 1910г перемещен к Михайло-Архангельской церкви села Липовка Царицынского уезда. В августе 1910г перемещен к церкви села Карповка (Никитовка тож) Сердобского уезда. На 1912г служил там же. Награды: Архипастырское благословение 1899г, набедренник 1910г, скуфья 1914г.
Тупикин Семен Григорьевич (*15.02.1872г). Закончил 1 кл. духовной семинарии. На епархиальную службу был принят в 1891 г. В октябре 1907г предоставлено священническое место при Казанской церкви села Новый Мачим Кузнецкого уезда. В августе 1910г перемещен к Свято-Троицкому Пановскому женскому монастырю Сердобского уезда. На 1912г служил там же.

## Территория прихода св. Аллы и возрождение памяти об обители
В 2014 г. д. Пановка вошла в территорию прихода храма св. Аллы. В июне 2016 г. силами Попечительского совета храма св. Аллы, который возглавляет А. И. Мраморнов, при поддержке Российского союза молодежи, был организован волонтерский лагерь, направленный на возрождение памяти об обители. В ходе лагеря была территория расчищена от мусора. На месте храма был установлен поклонный крест и информационный стенд. 26 августа 2016 поклонный крест посетил Митрофан, епископ Сердобский и Спасский.